# 矛形双腔吸虫
矛形双腔吸虫（学名：Dicrocoelium lanceatum）为双腔科双腔属的动物。分布于世界性分布以及中国大陆的东北、内蒙古、新疆、青海、山西等地，营寄生生活，终末宿主牛、绵羊、山羊、羚羊、马、驴、骆马、骆驼、赤鹿等以及寄生于肝脏胆管。

## 外部連結
- 寄生蟲學-Nematoda(線蟲)-Dicrocoelium dentriticum(槍狀肝吸蟲) （页面存档备份，存于）